# Pattonomys semivillosus
Pattonomys semivillosus је врста глодара из породице бодљикави или чекињасти пацови (лат. Echimyidae).

## Распрострањење
Врста има станиште у Венецуели и Колумбији.

## Станиште
Станиште врсте су шуме. 

## Начин живота
Врста Pattonomys semivillosus прави гнезда. Исхрана врсте Pattonomys semivillosus укључује воће. 

## Угроженост
Ова врста је наведена као последња брига, јер има широко распрострањење и честа је врста.